# ロベルト・ボーム
ロベルト・ベーム（Robert Böhm, 1988年3月28日 - ）は、ポーランド、ルブリニェツ郡ルブリニェツ出身のサッカー選手。ポジションはゴールキーパー。現在未所属。